# Rudi Ceyssens
Rudolf "Rudi" Ceyssens (19 de julho de 1962 — 20 de dezembro de 2015) foi um ciclista belga. Competiu como representante de seu país em três provas de ciclismo de pista nos Jogos Olímpicos de Verão de 1984.